# Koumansetta rainfordi
Koumansetta rainfordi là một loài cá biển thuộc chi Koumansetta trong họ Cá bống trắng. Loài này được mô tả lần đầu tiên vào năm 1940.

## Từ nguyên
Từ định danh rainfordi được đặt theo tên của Edward Henry Rainford (1853 – 1938), một người trồng nho kiêm nhà tự nhiên học nghiệp dư làm việc tại Sở Nông nghiệp Queensland, người đã thu thập nhiều mẫu vật cho Bảo tàng Úc, bao gồm cả loài cá này.

## Phân bố và môi trường sống
Từ quần đảo Ryukyu, K. rainfordi có phân bố trải dài về phía nam đến bờ bắc Úc (gồm cả rạn san hô Great Barrier), về phía đông đến quần đảo Marshall và Tonga, phía tây đến Côn Đảo và quần đảo Trường Sa(Việt Nam).
K. rainfordi sống trên các rạn san hô ngoài khơi và trong đầm phá, nơi có nền đáy cát, được tìm thấy ở độ sâu đến ít nhất là 30 m.

## Mô tả
Chiều dài lớn nhất được ghi nhận ở K. rainfordi là 18 cm. Cá có màu xám than với 5 sọc ngang màu cam sẫm đến đỏ. Trên lưng trên có một hàng đốm trắng. Có đốm đen viền vàng ở vây lưng sau, một đốm đen khác ở gốc vây đuôi trên.
Số gai vây lưng: 7; Số tia vây lưng: 15–17; Số gai vây hậu môn: 1; Số tia vây hậu môn: 15–17; Số tia vây ngực: 16–18.

## Thương mại
K. rainfordi là một thành phần trong ngành buôn bán cá cảnh.